# Coin (personaje)
Coin es un personaje que aparece en la novela de ficción Rechicero, perteneciente a la saga Mundodisco.
Es el octavo hijo del hechicero Superudito el Rojo. Los hechiceros cumplen un régimen de celibato con el fin de evitar el nacimiento de rechiceros, hechiceros extremadamente poderosos. En condiciones normales los hechiceros son los octavos hijos de un octavo hijo. Pero cuando un hechicero se reproduce, todos sus hijos son hechiceros y el octavo, un rechicero.
Siendo sólo un niño, Coin llega a la Universidad Invisible, donde elimina a varios de los hechiceros de más alto nivel y se convierte en Archicanciller, aunque no llega a ponerse el sombrero mágico que identifica al líder de los magos. Tras hacerse con el control de la ciudad de Ankh-Morpork y eliminar la resistencia opuesta por el sombrero mágico de Archicanciller, encierra a los dioses, liberando a su vez a los gigantes de hielo que a punto estuvieron de destruir el disco.
Sin embargo, lo que la mayoría desconocía es que el joven Coin era controlado por el alma de su padre, quien se había refugiado en su cayado para huir de la muerte y controlar al mundo a través de su hijo. Con la ayuda de Rincewind logra la fuerza de voluntad necesaria para oponerse al control de su padre, pero en el proceso abre una brecha en la realidad hacia las Dimensiones Mazmorra, donde es atrapado junto con Rincewind, por lo que este último se sacrifica quedándose allí para que Coin escape y cierre la brecha. Ninguno de los monstruos, que se alimentan de magia, contenidos en éstas logra escapar y el Apocrilipsis no llega a tener lugar.
A partir de ese momento Coin se refiere a Rincewind como un maestro y la persona de la que más aprendió, usando su magia para restituir el mundo a su estado anterior a la guerra que causó, sin embargo termina siendo consciente del peligro que supone su capacidad mágica y se retira a una dimensión de bolsillo creada por un rechicero en la antigüedad para no intervenir nuevamente en el Disco, allí él puede residir sin causar peligro.
- Datos: Q5776589